# Holenderska Kompania Wschodnia
Holenderska Kompania Wschodnia (nid. Nederlandsche Oost Compagnie) – holenderskie przedsiębiorstwo ekonomiczne zajmujące się kolonizacją okupowanych przez wojska niemieckie obszarów ZSRR podczas II wojny światowej
Kompania została założona na początku czerwca 1942 r. w Hadze z inicjatywy Niemców, którzy zamierzali ją wykorzystać przy eksploatacji okupowanych obszarów ZSRR. Finansowanie zapewniał Narodowy Bank Holandii. Na czele przedsiębiorstwa stanął prezes Banku Rost van Tonningen, który był czołowym działaczem Narodowo-Socjalistycznego Ruchu Holenderskiego (NSB). W przedsięwzięciu tym miały wziąć udział holenderskie kolonialne domy handlowe, które zostały odcięte od kontaktów z Holenderskimi Indiami Wschodnimi. Władze niemieckie planowały wysłać holenderskich osadników (farmerów i specjalistów rolniczych) na okupowaną Ukrainę. W przyszłości przewidywano zasiedlanie Kaukazu. Wszyscy Holendrzy zgłaszali się na ochotnika. W większości byli członkami lub sympatykami NSB. Do końca wojny na Wschód wyjechało ogółem ok. 5 tys. osób. Byli oni nazywani SS-Frontarbeiters. Do jesieni 1943 r. Holendrzy wyjeżdżali jedynie na ziemie ukraińskie, ale z powodu zdecydowanego wzrostu aktywności zbrojnej sowieckiej partyzantki nowym terenem działalności Holenderskiej Kompanii Wschodniej stały się okupowane kraje bałtyckie (Litwa, Łotwa i Estonia). W toku swojej działalności Kompania tworzyła spółki zależne (Nederlandsche Oostbouw, Nederlandsche Oostvisscherij, Nederlandsche Oostbagger, Nederlandsche Oostbaksteen, Nederlandsche Oostrederij, Nederlandsche Oost Handel Maatschappij).